# Mariangela Melato
Mariangela Melato (ur. 19 września 1941 w Mediolanie, zm. 11 stycznia 2013 w Rzymie) – włoska aktorka filmowa i teatralna. Siostra Anny Melato.

## Życiorys
Mariangela Melato urodziła się w Mediolanie i studiowała w tamtejszej Akademii Teatralnej. Karierę sceniczną rozpoczęła w 1960. Wystąpiła w wielu spektaklach u takich włoskich reżyserów, jak m.in. Dario Fo, Luchino Visconti i Luca Ronconi.
Jej filmowy debiut to Thomas e gli indemoniali (1969). W 1971 wystąpiła w komedii Za otrzymaną łaskę (Per grazia ricevuta). Zasłynęła z ról w filmach Liny Wertmüller.
Pracowała również w telewizji. Zagrała m.in. księżniczkę Bithiah w miniserialu Mojżesz Prawodawca.
Po osiągnięciu międzynarodowego sukcesu próbowała zrobić karierę w Stanach Zjednoczonych. Zagrała tam rolę drugoplanową w filmie Flash Gordon (1980).
Zasiadała w jury konkursu głównego na 36. MFF w Cannes (1983).
Zmarła na raka trzustki.